# Andreas Kaplan
Pour les articles homonymes, voir Kaplan.
Andreas Kaplan, né le 5 octobre 1977, est un économiste allemand.
Enseignant-chercheur à l'ESCP Business School, il est spécialisé dans les réseaux sociaux, le marketing viral, le big data et l'intelligence artificielle, domaines dans lesquels il a publié de nombreux articles de recherche et des études. Actuellement, le professeur Kaplan exerce les fonctions de recteur de l'ESCP à Berlin et Paris,. Auparavant, il était le directeur de la marque et de la communication, puis le directeur académique de l'école, les deux au sein du comité de direction de l'ESCP.

## Biographie
Andreas Marcus Kaplan est né le 5 octobre 1977 à Munich, en Allemagne. Sa mère est Anneliese Kaplan, couturière de profession, et son père Vincenc Kaplan, serrurier.

## Formation
Andreas M. Kaplan est diplômé de l'ESCP Business School et titulaire d'une licence en gestion de l'université de Munich. Il a soutenu son mémoire d’habilitation à diriger des recherches (HDR) à l’université Paris 1 Panthéon-Sorbonne. Il a effectué son doctorat à l'université de Cologne et à HEC Paris. Andreas Kaplan est ancien élève de l'École nationale d'administration (ENA) dans la promotion République ,. De plus, il a participé à l’International Teachers Programme (ITP) à la Kellogg School of Management, Université Northwestern.

## Carrière
Andreas Kaplan a commencé sa carrière en tant qu'enseignant-chercheur à l'ESSEC et à Sciences Po Paris. Il est ensuite retourné vers son alma mater, ESCP Business School, où il a pris en charge la fonction de coordinateur de département marketing. Puis, il était directeur de la marque et de la communication, membre du comité exécutif de l'ESCP. Entre 2014 et 2017, il était le directeur académique de l'ESCP chargé de tous les programmes diplômants de l'école (Bachelors, Masters, MBA) avec environ 5000 étudiants. Actuellement, Andreas Kaplan est le Dean de ESCP Paris et le recteur de ESCP Berlin, ou l'école bénéficie du statut d’Université.
Entre 2012 et 2016, il est membre du comité de pilotage du PRES heSam, pôle de recherche et d’enseignement supérieur basé principalement en région parisienne, et composé de l’université Paris 1 Panthéon-Sorbonne et de quatorze grandes écoles.
Andreas Kaplan s'intéresse particulièrement aux évolutions du secteur de l'enseignement au management. Notamment il a défini le terme « management européen » et analyse comment des écoles de commerce européennes devraient préparer leurs étudiants au contexte unique du management en Europe. Depuis 2014, conseiller en enseignement supérieur auprès l'Union européenne.
Andreas Kaplan est membre des comités de lecture de Business Horizons, Décisions marketing, Journal for Advancement of Marketing Education, International Journal on Media Management, Journal of Global Fashion Marketing et Recherche et applications en marketing, ainsi que membre du comité de pilotage de l'European Management Journal.

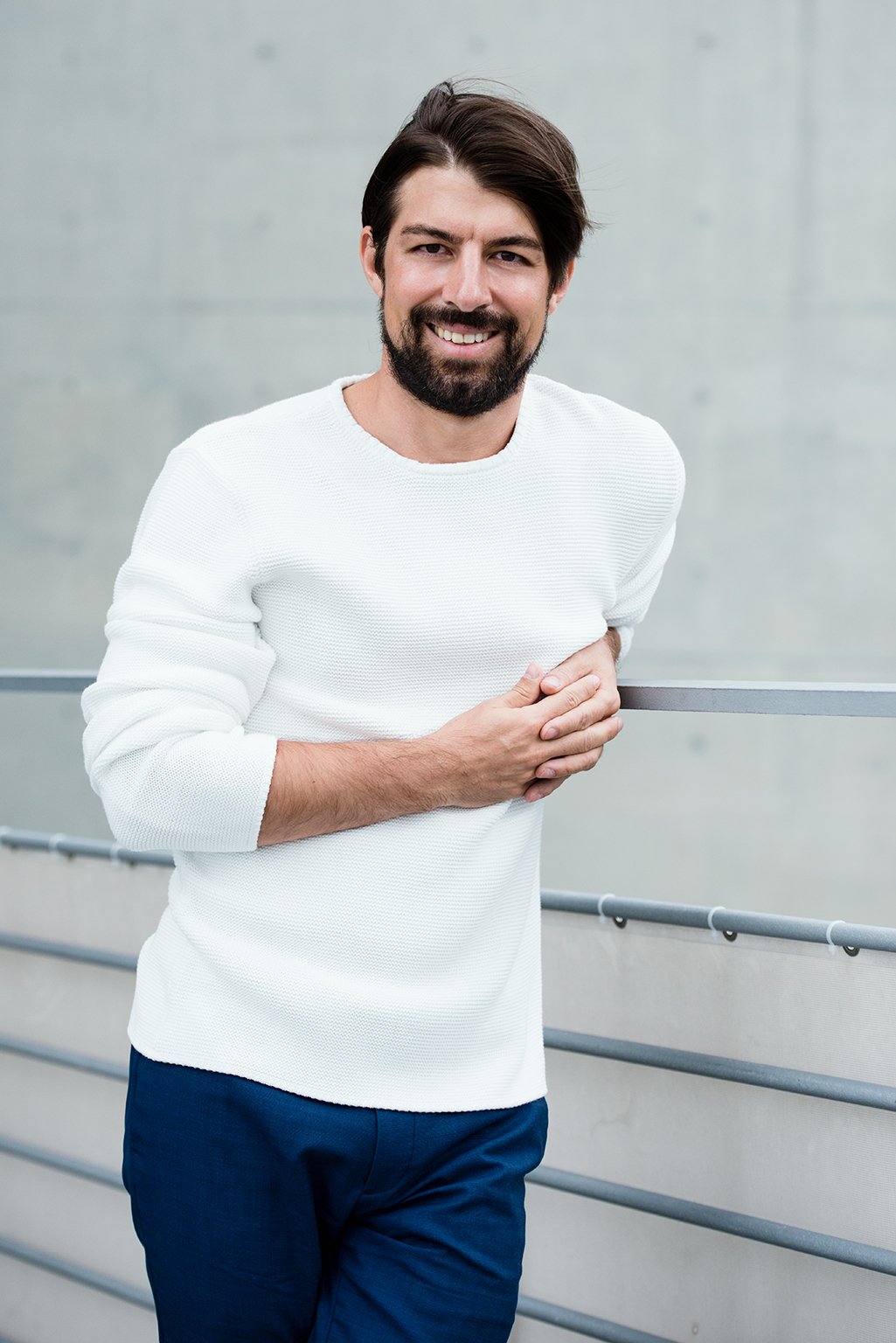
Andreas Kaplan

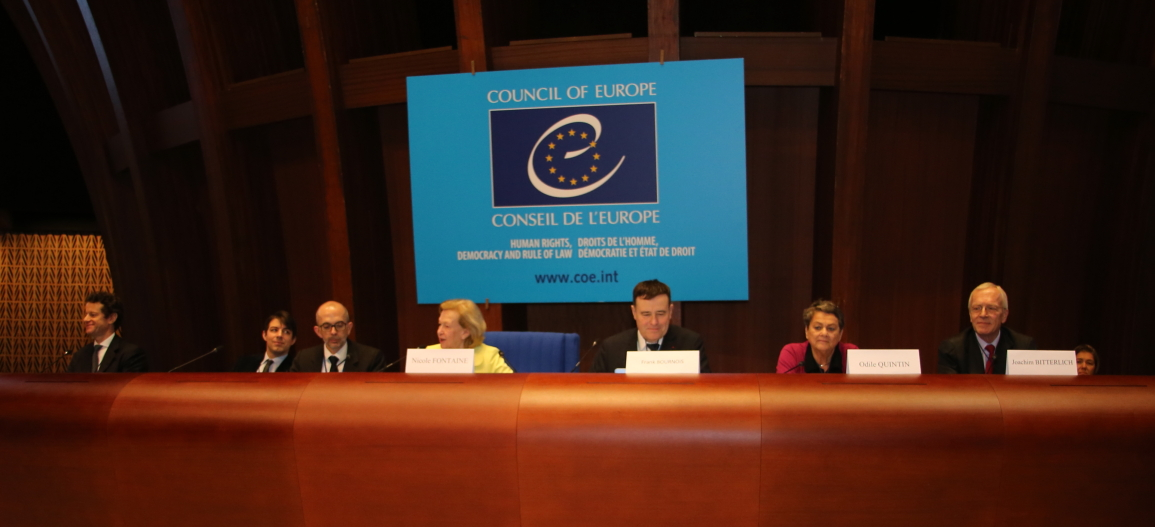
Conseil de l'Europe

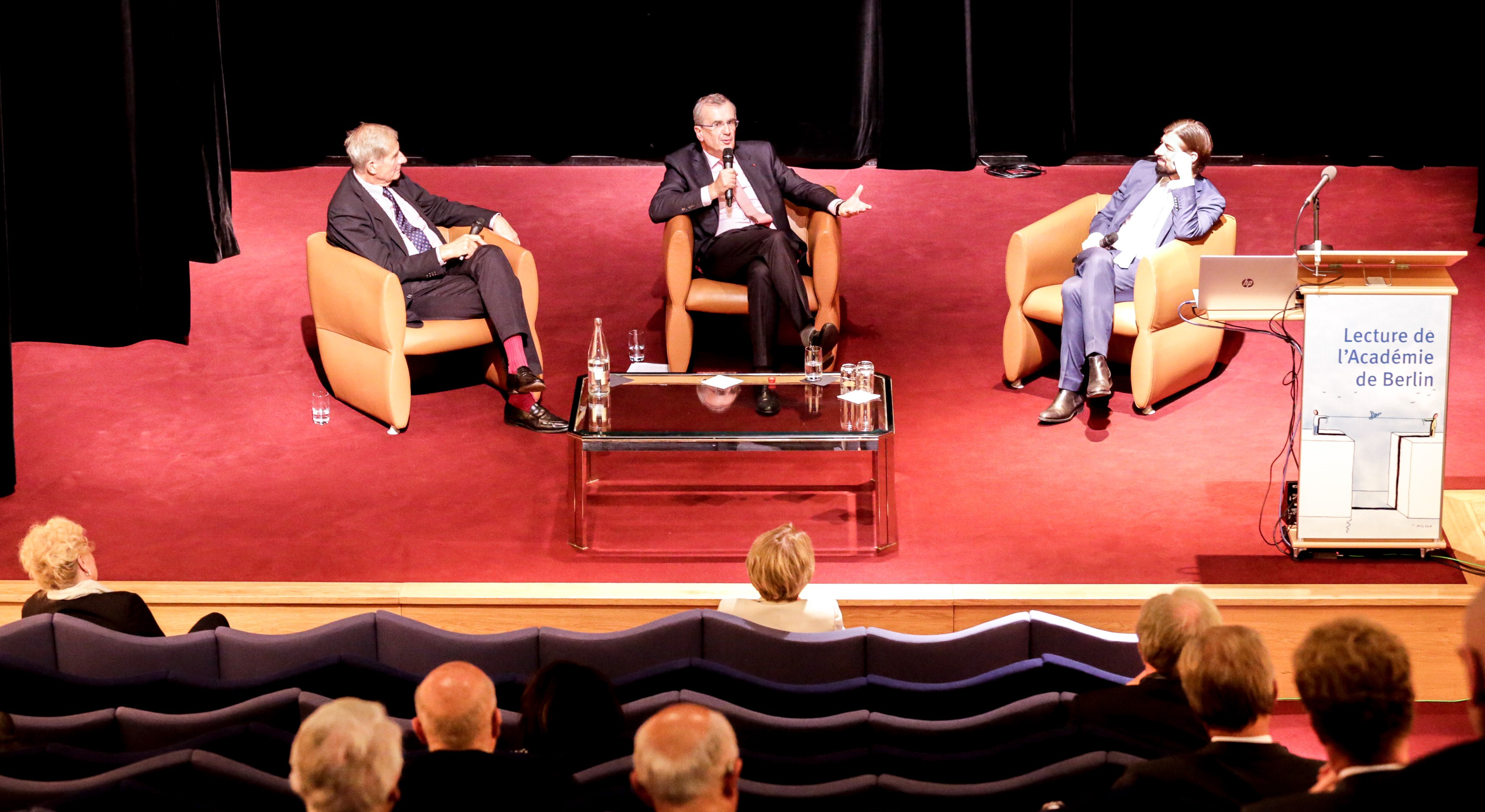
Académie de Berlin : Ulrich Wickert, François Villeroy de Galhau, Andreas Kaplan

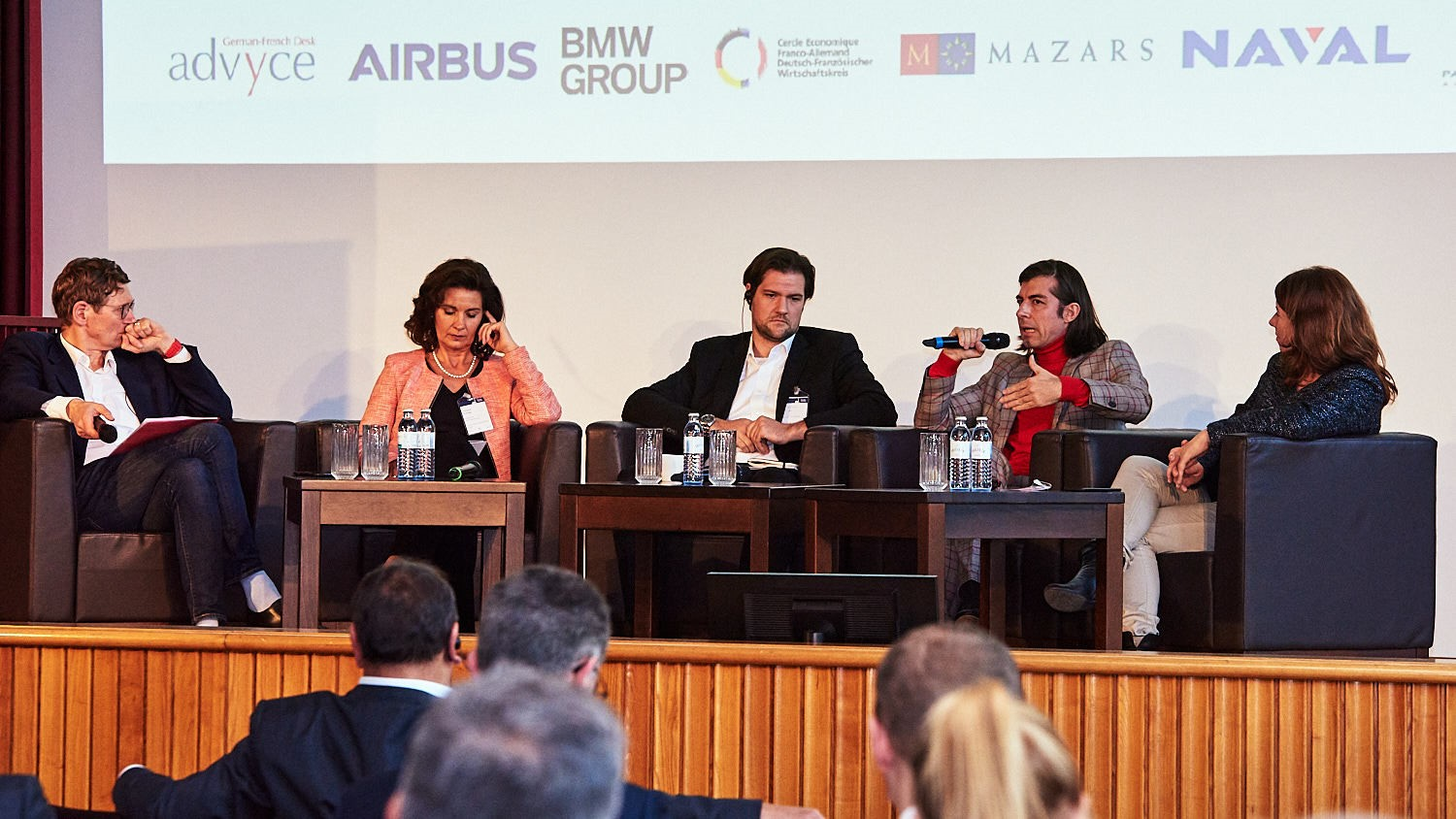
Dominique Seux, Evelyne Freitag, Andreas Kaplan, Anna Christmann

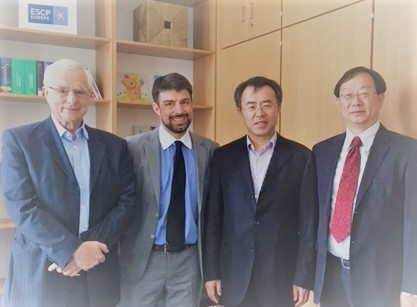
Chen Song, Jin Fuan - Université de Tongji

## Recherche
Les travaux de recherche du professeur Kaplan reposent notamment sur l'analyse et le décryptage des réseaux sociaux. Il a, auparavant, mené des projets de recherche sur le management de la relation client, la personnalisation de masse et le marketing dans le secteur public.
En 2013, il a gagné le Prix du meilleur article, décerné par Business Horizons, pour sa publication dans le domaine des « Médiaux sociaux mobiles » intitulé « If you love something, let it go mobile: Mobile marketing and mobile social media 4x4 ».
L’article d'Andreas Kaplan « Users of the World, Unite! The challenges and opportunities of social media », qui définit et classifie les médias sociaux, a obtenu à la fois en 2011, 2012, 2013, et 2014 la première place dans la liste des « 25 Hottest Business Management Articles » de Science Direct (comptabilisation du nombre de téléchargements par article),,. De plus, cette publication s’est classée no 2 sur un total de 24 dans le palmarès établis par Science Direct (base de données contenant approximativement 2 500 revues scientifiques),. En 2013 et 2014, cet article a décroché la 1re place du même classement et donc a été téléchargé plus souvent qu'aucun autre article, parmi les environ 12,5 millions d'études de la collection,. Cet article précurseur est largement cité dans les recherches sur les réseaux sociaux (par exemple plus de 20 000 fois dans Google Scholar, plus de 5000 fois dans la base de données Scopus, et plus de 500 fois dans Business Source Premier).

## Publications
- Andreas Kaplan, Digital Transformation and Disruption of Higher Education, United Kingdom, Cambridge University Press, 2022 (ISBN 9781108838900, lire en ligne)
- Andreas Kaplan, Higher Education at the Crossroads of Disruption: The University of the 21st Century, Great Debates in Higher Education, United Kingdom, Emerald Publishing, 2021 (lire en ligne)
- Kaplan, A. and M. Haenlein (2020) Rulers of the world, unite! The challenges and opportunities of artificial intelligence, Business Horizons, https://doi.org/10.1016/j.bushor.2019.09.003.
- Kaplan, A. and M. Haenlein (2019), Siri, Siri in my Hand, who is the Fairest in the Land? On the Interpretations, Illustrations and Implications of Artificial Intelligence, Business Horizons, 62(1).
- Kaplan Andreas (2018) “A School is a Building that Has 4 Walls - with Tomorrow Inside”: Toward the Reinvention of the Business School, Business Horizons, 61(4), 599-608.
- Kaplan Andreas M., Haenlein Michael (2016) Higher education and the digital revolution: About MOOCs, SPOCs, social media, and the Cookie Monster, Business Horizons, Volume 59.
- Pucciarelli Francesca, Kaplan Andreas M. (2016) Competition and Strategy in Higher Education: Managing Complexity and Uncertainty, Business Horizons, Volume 59(3).
- Kaplan Andreas (2015) European business and management (Vol. I) – Cultural specificities and cross-cultural commonalities, Sage Publications Ltd., London
- Kaplan Andreas(2015) European business and management (Vol. II) – Business ethics and corporate social responsibility, Sage Publications Ltd., London
- Kaplan Andreas (2015) European business and management (Vol. III) – Contextual diversity and interdisciplinary aspects, Sage Publications Ltd., London
- Kaplan Andreas(2015) European business and management (Vol. IV) – Business education and scholarly research, Sage Publications Ltd., London
- Kaplan Andreas M. (2014) European Management and European Business Schools: Insights from the History of Business Schools, European Management Journal
- Kaplan Andreas M. (2012) If you love something, let it go mobile: Mobile marketing and mobile social media 4x4, Business Horizons, 55(2), 129-139
- Kaplan Andreas M., Haenlein Michael (2012) The Britney Spears universe: Social media and viral marketing at its best, Business Horizons, 55(1), 27-31
- Kaplan Andreas M., Haenlein Michael (2011) Editorial : Les médias sociaux sont définitivement devenus une réalité, Recherche et Applications en Marketing, Vol. 26, no 3, p. 3-5
- Kaplan Andreas (2011) Social media between the real and the virtual: How Facebook, YouTube & Co. can become an extension of the real life of their users - and sometimes even more, Prospective Stratégique, 38 (Mars), 8-13
- Kaplan Andreas M. (2011) Twitter ou le pouvoir de 140 caractères, Expansion Management Review, no 140, p. 104-113
- Kaplan A.M., Haenlein M. (2011) The early bird catches the news: Nine things you should know about micro-blogging, Business Horizons, 54(2), 105-113
- Kaplan A.M., Haenlein M. (2011) Two hearts in 3/4 time: How to waltz the Social Media – Viral Marketing dance, Business Horizons, 54(3), 253-263
- Deighton John, Fader Peter, Haenlein Michael, Kaplan Andreas M., Libai Barack., Muller Etan (2011) Médias sociaux et entreprise, une route pleine de défis : Commentaires invités, Recherche et Applications en Marketing, Vol. 26, no 3, p. 117-124
- Kaplan Andreas M., Haenlein Michael (2010) Users of the world, unite! The challenges and opportunities of social media, Business Horizons, 53(1), 59-68
- Kaplan Andreas M., Haenlein Michael (2009) Utilisation et potentiel commercial des hyperréalités : Une analyse qualitative de Second Life, Revue Française du Marketing, no 222, p. 69-81
- Kaplan A.M., Haenlein M. (2006) Toward a Parsimonious Definition of Traditional and Electronic Mass Customization, Journal of Product Innovation management, 23(2), 168-182
- Kaplan Andreas, Haenlein Michael, Schoder Detlef (2006) Valuing the real option of abandoning unprofitable customers when calculating customer lifetime value, Journal of Marketing, 70(3), 5-20